# 法屬圭亞那旗幟

非官方旗幟

法國海外省的法屬圭亞那位於南美洲，并沒有自己的官方旗幟。作為法國的一部分，法屬圭亞那使用法國國旗作為其代表旗幟。有一面綠色及黃色底，兩色由對角線分開，中央有一顆紅色五角星的非官方旗幟在法屬圭亞那常用，圭亞那大區委員會和法屬圭亞那足球代表隊使用這面旗幟。